# Balikun (cheval)
Barköl
Pour l’article homonyme, voir Balikun.
Le Balikun (chinois simplifié : 巴里坤马 ; chinois traditionnel : 巴里坤馬 ; pinyin : Bālǐ kūn mǎ), ou Barkol, est une race de petit cheval originaire du xian autonome kazakh de Barkol (ou Balikun), situé dans le Xinjiang, en Chine. Parfaitement adapté à son environnement de steppes, il est utilisé pour la selle, le bât et le trait léger. Appartenant aux races de chevaux natives de la Chine, il est remarqué pour sa très grande diversité génétique, résultat de son élevage traditionnel en milieu ouvert.

## Histoire
Bien que plusieurs encyclopédies le référencent au nom « Balikun », la FAO considère que le nom « Barkol » est le plus commun.
Le Balikun descend d'un mélange entre chevaux Kazakhs et mongols, possédés par les tribus qui ont occupé le Xinjiang au fil des siècles. Cependant, c'est l'élevage sélectif entamé à la fin du XVIIIe siècle qui permet de le caractériser en tant que race. Il arrive qu'il soit considéré comme une variété du cheval Kazakh, bien qu'il serait davantage influencé par les chevaux de l'Altaï. Quoi qu'il en soit, il représente une ressource vitale pour l'ethnie des Kazakhs de Chine, célèbre entre autres pour ces chevaux.

## Description

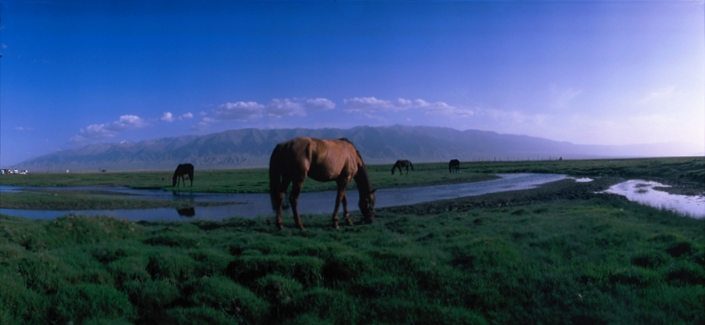
Cheval Balikun.

Particulièrement robuste, il montre une parfaite adaptation à son environnement de steppes, où les amplitudes thermiques sont fortes. La tête est lourde, surmontée de petites oreilles. L'encolure, bien musclée, est courte et large. Le garrot est souvent assez plat. Le dos est court, plat, et très solide. La croupe est inclinée, avec une queue attaché bas. Souvent droite, l'épaule est musclée. Les jarrets sont puissants et les jambes solides, terminées par de bons pieds. Le pelage est épais et dense. Les mâles atteignent leur maturité à 42 mois en moyenne, les femelles à 36 mois.
Il est généralement de robe unie. Celle-ci est généralement baie ou alezane, mais le gris et les robes tachetées ou pie existent aussi.
Le Balikun est remarqué par les chercheurs chinois pour sa très riche diversité génétique, étant la race chinoise autochtone qui présente le plus grand nombre de nucléotides et d'haplotypes, respectivement  π = 5.6×10−4 et h = 0.527. Cette particularité s'explique par le système d'élevage très ouvert, qui favorise le brassage génétique. Les chevaux chinois élevés en altitude ont généralement une diversité génétique plus basse que les chevaux des plaines, auxquels appartient le Balikun.

## Utilisations
Dans sa région d'origine, il sert presque exclusivement au transport, que ce soit monté, bâté ou attelé. Il peut porter une charge d'une centaine de kilos sur plus de 24 km en une journée. Les juments sont traites pour leur lait : la race produit en moyenne 8 kg de lait par lactation, pendant 180 jours.

## Diffusion de l'élevage
Il est considéré comme une race chinoise native,. Son berceau est situé dans le xian autonome kazakh de Barkol. Il est également présent dans le xian de Yiwu, le Hami, et la préfecture autonome kazakhe d'Ili où les Kazakhs sont réputés pour leur expertise en matière de chevaux. 350 000 chevaux des races Yili, Yanqi et Balikun sont comptabilisés en 1981. Cependant, la race n'est pas fréquente puisque la FAO comptabilise environ 15 000 chevaux Balikun dans toute la Chine en 1985. En 2006, la tendance est à la baisse, avec un nombre de têtes compris entre 2 000 et 5 800. D'après l'évaluation de la FAO réalisée en 2007, la race n'est pas menacée d'extinction.